# Championnat de RDA de football (Bezirksliga) Suhl
La Bezirksliga Suhl fut une ligue de football à l’époque de l’ancienne RDA.
Elle couvrait le territoire du district (en allemand : Bezirk) de Suhl. Elle était située, dans l’actuel Land de Thuringe.
Durant 31 des 38 saisons de son existence, cette ligue représenta le 3e niveau de la hiérarchie du football est-allemand. De la fin de saison 1954-1955 au terme de la compétition 1962-1963, elle fut le 4e niveau, en raison de la création de la II. DDR-Liga.

## Histoire
Avec la création de la République démocratique allemande, en octobre 1949, une ligue supérieure de football avait été mise sur pied par les autorités communistes dès la saison 1948-1949. Lors du championnat suivant, la plus haute division fut renommée DDR-Oberliga.

Les 15 Bezirke (districts) de 1952 à 1990.

Un an après cette ligue supérieure, la « section football » du Deutscher Sportausschuß (DS) (le comité chargé de la gestion et du contrôle des activités sportives en RDA) décida de constituer un second niveau. Celui-ci fut dénommé DDR-Liga.
En dessous de ces deux premiers niveaux, le football resta structuré sur base de la subdivision administrative du pays en Länder (Brandebourg, Mecklembourg, Saxe, Saxe-Anhalt et Thuringe) auxquels s’ajoutait la zone de Berlin-Est, choisi comme capitale de l’État.
En 1952, les autorités communistes modifièrent le découpage administratif de l’Allemagne de l’Est. Les Länder furent remplacés par 15 districts (en allemand : Bezirk) : District de Berlin, Dresde, Karl-Marx-Stadt, Leipzig, Gera, Erfurt, Suhl, Halle, Magdeburg, Cottbus, Potsdam, Frankfort/Oder, Neubrandenbourg, Schwerin, Rostock.
La structure sportive suivit le mouvement avec la création au sein de chaque Bezirk d’une division la plus haute appelée Bezirksliga.
Sous chaque Bezirksliga se trouvèrent des Bezirksklasse (dont le nombre varia selon la grandeur du district concerné).
La plupart du temps, la Bezirksliga fut jouée sous forme d’une série unique, mais il arriva que certaines comportent, temporairement deux tableaux ou plus.

## Palmarès

### 1952 à 1955 «(niveau 3)»
| Ordre | Saison    | Champion              | Nom actuel          | Promu | Remarques         |
| ----- | --------- | --------------------- | ------------------- | ----- | ----------------- |
| 1     | 1952-1953 | BSG Empor Ilmenau     | SV Germania Ilmenau | Oui   | Promu en DDR-Liga |
| 2     | 1953-1954 | BSG Motor Oberlind    | SC 06 Oberlind      | Oui   | promu en DDR-Liga |
| 3     | 1954-1955 | BSG Einheit Sonneberg | 1. FC Sonneberg     | Oui   |                   |

### Tour de transition (1955)
À la fin du championnat 1954-1955, les autorités est-allemandes décidèrent que les compétitions suivraient le modèle soviétique. C'est-à-dire qu’elles débutèrent au début du printemps et se terminèrent à la fin de l’automne de la même année calendrier. Durant l’automne 1955, il fut disputé un tour de transition (en allemand : Übergangsrunde) sans montée ni descente. Ce système s’arrêta après la saison 1960. Les compétitions reprirent alors selon un schéma plus conventionnel à partir de la fin de l’été 1961, soit huit mois après la fin de la saison précédente.
| Ordre | Saison | Champion            | Nom actuel      | Promu | Remarques                       |
| ----- | ------ | ------------------- | --------------- | ----- | ------------------------------- |
| x     | 1955   | BSG Motor Sonneberg | 1. FC Sonneberg |       | Pas de montant ou de descendant |

### 1956 à 1963 «(niveau 4)»
En 1955, en plus du passage au modèle soviétique, les dirigeants communistes scindèrent la DDR-Liga, directement supérieure aux Bezirksligen. Si dans l’esprit des politiciens la DDR-Liga n’était que partagée en deux, il était clair que chaque Bezirksliga devint de facto une Division 4.
À partir de la saison 1958 et jusqu’à sa dissolution auterme du championnat 1962-1963 la II. DDR-Liga directement supérieure compta 5 séries. Les 15 champions de Bezirksliga y furent directement promus. En dehors de cette période, un tour final entre les champions de Bezirksliga désigna les montants.
| Ordre | Saison    | Champion                        | Nom actuel                    | Promu | Remarques             |
| ----- | --------- | ------------------------------- | ----------------------------- | ----- | --------------------- |
| 4     | 1956      | BSG Motor Steinach              | SV 08 Steinach                | Oui   | Promu en II. DDR-Liga |
| 5     | 1957      | BSG Motor Suhl                  | 1. Suhler SV 06               | Oui   | Promu en II. DDR-Liga |
| 6     | 1958      | BSG Motor Breitungen            | FSV Rot-Weiss Breitungen      | Oui   | Promu en II. DDR-Liga |
| 7     | 1959      | BSG Motor Neuhaus-Schierschnitz | SV Iso. Neuhaus-Schierschnitz | Oui   | Promu en II. DDR-Liga |
| 8     | 1960      | BSG Lokomotive Meiningen        | VfL Meiningen 04              | Oui   | Promu en II. DDR-Liga |
| 9     | 1961-1962 | BSG Motor Veilsdorf             | SV EK Veilsdorf               | Oui   | Promu en II. DDR-Liga |
| 10    | 1962-1963 | BSG Motor Breitungen            | FSV Rot-Weiss Breitungen      | Non   |                       |

### 1963 à 1991 «(niveau 3)»
À la suite de la dissolution de la II. DDR-Liga à la fin de la saison 1962-1963, chaque Bezirksliga redevint la Division 3.
À partir de la saison 1971-1972 et jusqu’au terme du championnat 1982-1983 la DDR-Liga directement supérieure compta 5 séries. Les 15 champions de Bezirksliga y furent directement promus. En dehors de cette période, un tour final entre les champions de Bezirksliga désigna les montants.
Pendant deux périodes, (de la saison 1960 jusqu’à la fin du championnat 1965-1966 ; puis entre les compétitions 1980-1981 et 1983-1984, la Bezirksliga Karl-Marx-Stadt se joua en deux groupes. Les deux vainqueurs s’affrontèrent lors d’une finale pour désigner le champion (Bezirksmeister)
| Ordre | Saison    | Champion                      | Nom actuel                         | Promu | Remarques                                                   |
| ----- | --------- | ----------------------------- | ---------------------------------- | ----- | ----------------------------------------------------------- |
| 11    | 1963-1964 | BSG Empor Ilmenau             | SV Germania Ilmenau                | Non   |                                                             |
| 12    | 1964-1965 | ASG Vorwärts Meiningen        | Disparu                            | Oui   | Promu en DDR-Liga                                           |
| 13    | 1965-1966 | BSG Kali Werra Tiefenort      | FSV Kali Werra Tiefenort           | Non   |                                                             |
| 14    | 1966-1967 | BSG Kali Werra Tiefenort      | FSV Kali Werra Tiefenort           | Non   |                                                             |
| 15    | 1967-1968 | BSG Kali Werra Tiefenort      | FSV Kali Werra Tiefenort           | Oui   | Promu en DDR-Liga                                           |
| 16    | 1968-1969 | ASG Vorwärts Meiningen II     | Disparu                            | Non   |                                                             |
| 17    | 1969-1970 | ASG Vorwärts Meiningen II     | Disparu                            | Non   |                                                             |
| 18    | 1970-1971 | BSG Motor Suhl                | 1. Suhler SV 06                    | Oui   | Promu en DDR-Liga avec son vice-champion                    |
| 19    | 1971-1972 | BSG Chemie Glas Ilmenau       | SV Germania Ilmenau                | Oui   | Promu en DDR-Liga                                           |
| 20    | 1972-1973 | BSG Motor Suhl                | 1. Suhler SV 06                    | Oui   | Promu en DDR-Liga                                           |
| 21    | 1973-1974 | BSG Kali Werra Tiefenort      | FSV Kali Werra Tiefenort           | Oui   | Promu en DDR-Liga                                           |
| 22    | 1974-1975 | BSG Motor Veilsdorf           | SV EK Veilsdorf                    | Oui   | Promu en DDR-Liga                                           |
| 23    | 1975-1976 | BSG Chemie IW Ilmenau         | SV Germania Ilmenau                | Oui   | Promu en DDR-Liga                                           |
| 24    | 1976-1977 | BSG Kali Werra Tiefenort II   | FSV Kali Werra Tiefenort           | Non   | Le vice-champion, BSG Motor Steinach, fut promu en DDR-Liga |
| 25    | 1977-1978 | BSG Chemie IW Ilmenau         | SV Germania Ilmenau                | Oui   | Promu en DDR-Liga                                           |
| 26    | 1978-1979 | BSG Motor Schmalkalden        | FSV Schmalkalden                   | Oui   | Promu en DDR-Liga                                           |
| 27    | 1979-1980 | BSG Motor Steinach            | SV 08 Steinach                     | Oui   | Promu en DDR-Liga                                           |
| 28    | 1980-1981 | BSG WK Schmalkalden           | FSV Schmalkalden                   | Oui   | Promu en DDR-Liga                                           |
| 29    | 1981-1982 | BSG Motor Steinach            | SV 08 Steinach                     | Oui   | Promu en DDR-Liga                                           |
| 30    | 1982-1983 | BSG WK Schmalkalden           | FSV Schmalkalden                   | Oui   | Promu en DDR-Liga                                           |
| 31    | 1983-1984 | BSG Lokomotive Meiningen      | VfL Meiningen 04                   | Non   |                                                             |
| 32    | 1984-1985 | BSG Chemie IW Ilmenau         | SV Germania Ilmenau                | Non   |                                                             |
| 33    | 1985-1986 | BSG Kali Werra Tiefenort      | FSV Kali Werra Tiefenort           | Oui   | Promu en DDR-Liga                                           |
| 34    | 1986-1987 | BSG Lokomotive Meiningen      | VfL Meiningen 04                   | Non   |                                                             |
| 35    | 1987-1988 | BSG Chemie IW Ilmenau         | SV Germania Ilmenau                | Non   |                                                             |
| 36    | 1988-1989 | BSG Chemie IW Ilmenau         | SV Germania Ilmenau                | Oui   | Promu en DDR-Liga                                           |
| 37    | 1989-1990 | BSG Kali Werra Tiefenort      | FSV Kali Werra Tiefenort           | Oui   | Promu en NOFV-Liga                                          |
| 38    | 1990-1991 | BSG Motor Steinach-Hallenberg | FSV Grün-Weiss Steinach-Hallenberg | Oui   | Promu en Landesliga Thüringen                               |

## Classements des champions
Quinze entités différentes remportèrent le titre de la Bezirksliga Suhl. Le Emport/Chemie Ilmenau fut le plus titré.
| Ordre | Clubs                           | Nom actuel                         | Titres | Autres appellations |
| ----- | ------------------------------- | ---------------------------------- | ------ | --- |
| 1     | Empor/Chemie Ilmenau            | SV Germania Ilmenau                | 8      | créé en 1946 comme SG Ilmenau puis devint Sparta Ilmenau. En 1952, le club est renommé BSG Empor Ilmenau. En 1966, la section football du BSG Empor fut incorporé dans la BSG Chemie Ilmenau qui change deux fois d'appellation: BSG Chemie Glas Ilmenau (1973) puis BSG Chemie IW Ilmenau (1977). Après 1990, le club reprit sa dénomination historique de SV Germania Ilmenau. |
| 2     | BSG Kali Werra Tiefenort        | FSV Kali Werra Tiefenort           | 6      | SG Glückauf Kaiseroda qui devint BSG Aktivist Kaiseroda Tiefenort en 1952, puis BSG Kali Werra Tiefenort. Le club fut par après brièvement renommé BSG Aktivist Kali Werra Tiefenort. |
| 3     | BSG Lokomotive Meiningen        | VfL Meiningen 04                   | 3      | créé comme BSG Eintracht Meiningen, le club devint la BSG Ernst-Thälmann Meiningen (1949) puis la BSG Einheit Meiningen (1951). En 1957, le club est intégré dans la BSG Lokomotive Meiningen. Après 1990, le club prit l'appellation de ESV Lok Meiningen, puis le 11/05/1992, il prit la dénomination de VfL Meiningen 04. |
| 4     | Motor/WK Schmalkalden           | FSV Schmalkalden                   | 3      | SG Fortuna Schmalkalden, qui devint la ZBSG Schmalkalden puis, en 1951, laBSG Motor Mitte Schmalkalden. Après une fusion en 1954 avec la BSG Motor Ost Schmalkalden, le club devint la BSG Motor Schmalkalden. Le club reçut alors le nom de BSG Werkzeugkombinat Schmalkalden ou BSG WK Schmalkalden. Après 1990, le cercle reprit son appellation historique de SV 04 Schmalkalden. En 1999, la section football devint indépendante du reste de l'entité et prit le nom de FSV Schmalkalden. |
| 5     | BSG Motor Steinach              | SV 08 Steinach                     | 3      | créé, en 1946, comme SG Steinach qui devint la BSG Motor Steinach en 1951. Le 28 février 1990, le club reprit son appellation historique de SV 08 Steinach. |
| 6     | BSG Motor Suhl                  | 1. Suhler SV 06                    | 3      | créé en 1945 comme SG Suhl, le club devint la BSG Fortschritt Suhl en 1949, puis la ZSG Suhl en 1950. En 1952, il fut renommé BSG Motor Mitte Suhl puis BSG Motor Suhl. À partir de 1962, le club se partagea alors entre la BSG Motor Simson Suhl et la BSG Motor Ernst Thälmann Suhl. En 1969, les deux entités fusionnèrent en BSG Motor Suhl. Après 1990, le club devint le 1. Suhler SV 06.                                                                                                |
| 7     | BSG Motor Breitungen            | FSV Rot-Weiss Breitungen           | 2      | créé en 1945 comme SG Eintracht Werra Breitungen jusqu'en 1951, le club joua sous les appellations de BSG Einheit Breitungen, BSG Mechanik Breitungen puis BSG Motor Breitungen. Après 1990, le club prit la dénomination de FSV Rot-Weiss Breitungen. |
| 8     | ASG Vorwärts Meiningen II       | Disparu                            | 2      | |
| 9     | Einheit/Motor Sonneberg         | 1. FC Sonneberg                    | 2      | créé, en 1945, comme SG Sonneberg qui devint la BSG Einheit Sonneberg en 1951. En 1955, le club fusionna avec la ZSG Industrie Sonneberg pour former la BSG Motor Sonneberg. En 1977, le club devint la BSG IEO Sonneberg. Après 1990, le cercle prit le nom de 1. SC Sonneberg, puis en 2004 devint le 1. FC Sonneberg. |
| 10    | BSG Motor Veilsdorf             | SV EK Veilsdorf                    | 2      | SG Veilsdorf en 1945 qui devint BSG Chemie Veilsdorf en 1949, puis BSG Motor Veilsdorf en 1955 et enfin BSG Elektro-Keramik Veilsdorf en 1988. Après 1990, le cercle prit l'appellation de SV EK Veilsdorf. |
| 11    | ASG Vorwärts Meiningen          | Disparu                            | 1      | |
| 12    | BSG Motor Neuhaus-Schierschnitz | SV Iso. Neuhaus-Schierschnitz      | 1      | créé en 1945 comme SG Neuhaus-Schierschnitz qui devint en 1951, la BSG Chemie Neuhaus-Schierschnitz puis en 1955, la BSG Motor Neuhaus-Schierschnitz (plus tard renommé BSG Isolator Neuhaus-Schierschnitz). Après 1990, le club prit le nom de SV Isolator Neuhaus-Schierschnitz |
| 13    | BSG Motor Oberlind              | SC 06 Oberlind                     | 1      | SG Oberlind qui devint BSG Motior Oberlind en 1952. Renommé BSG Thuringia Oberlind en 1989, le club reprit son appellation historique de SC 06 Oberlind après 1990. |
| 14    | BSG Motor Steinach-Hallenberg   | FSV Grün-Weiss Steinach-Hallenberg | 1      | créé, en 1946, comme SG Steinbach-Hallenberg qui devint la BSG Motor Steinach-Hallenberg en 1950. Après 1990, le club prit l'appellation de FSV Grün-Weiss Steinach-Hallenberg. |
| 15    | BSG Kali Werra Tiefenort II     | FSV Kali Werra Tiefenort           | 1      | |

Ancien logo des BSG Empor à l'époque de la RDA
Ancien logo du BSG Chemie Glas Ilmenau
Ancien logo du BSG Chemie IW Ilmenau